# Aleksander Dąbrowski
 (mai 2025).
 (mai 2025).
- Si vous ne connaissez pas le sujet, laissez ce bandeau (vous pouvez alors contacter les auteurs).
- Si vous supprimez le contenu mis en cause (vous pouvez préalablement contacter les auteurs),

argumentez précisément cette suppression dans la page de discussion
(un manque de référence n'est pas un argument ; une recherche réelle de référence doit avoir été effectuée, être formellement documentée).
Pour les articles homonymes, voir Dąbrowski.
Aleksander Dąbrowski ou Aleksandre Dombrowski, né le 27 février 1787 à Kamianets-Podilskyï (Pologne) et mort le 26 février 1836 à Paris, est un officier polonais ayant servi durant les guerres napoléoniennes. 

## Biographie
Alexandre Dombrowski est le fils de Jan Dąbrowski et de Zofia Danicka.
Il s'engage dans les rangs de l'armée française le 7 octobre 1807. Il est lieutenant de voltigeurs dans le 1er Régiment de la Légion de la Vistule lorsqu'il accède au grade de Chevalier de la Légion d'honneur en 1811. Il est également Chevalier de l'ordre militaire de Pologne.
En 1814, il épouse à Stenay Eulalie Zoé Bradelet (1800-1816). Le couple donne naissance à Louise Clotilde Eulalie Dombrowski (1815-1875).
Il est naturalisé Français en 1818.
En secondes noces, il épouse à Paris en 1824 Marie Antoinette Rosalie Françoise Rey de la Garde (1800-1852) qui lui donne un fils en 1825, Albert Henri Dombrowski. Arrivé à Lille, il est chef de bataillon de la 8e compagnie des sous-officiers sédentaires.
En 1833, il réside place du Panthéon quand sa fille se marie.
Il meurt à 49 ans à son domicile de la rue Servandoni. Il est inhumé le 27 février 1836 au cimetière du Montparnasse.